# Урош Џонић
Урош Џонић (Књажевац, 20. септембар 1887 — Београд, 29. септембар 1968) био је српски историчар књижевности.
Образовање је стицао у Књажевцу, Пироту и Зајечару а Филозофски факултет завршио је у Београду (1906 — 1910), где је био асистент. Био је секретар Друштва за српски језик и књижевност 1910—25. Радио је као професор у гимназији. Био је предавач и хонорарни професор на Филозофском факултету на предмету словеначку књижевност (1923—41). Постао је први управник Универзитетске библиотеке у Београду (именован маја 1921) и на овом положају је остао све до 1941. године. У периоду између 1947. и 1954. радио је као научни сарадник Института за проучавање књижевности. Од значаја је пре свега његов рад на пољу историје књижевности и сакупљање библиографских података о стваралаштву Чедомиља Мијатовића, Јована Томића, Димитрија Руварца и Љубомира Стојановића.
Припремио је за штампу низ издања српских писаца. Преводио је са словеначког, бугарског и француског.